# 1806
1806 (MDCCCVI) година е обикновена година, започваща в сряда според Григорианския календар.

## Събития
- В Нови Сад излиза от печат[1] „Кириакодромион, сиреч неделник“ на Софроний Врачански. Една от първите печатни новобългарски книги, която претърпява в следващите сто години 16 издания. (Виж подробно в „Софроний Врачански, съчинения в два тома“, изд. Български писател, София, 1992 г.)
- 6 август – Франц II, последният свещен римски император, абдикира, като по този начин слага край на Свещената Римска империя след около хилядолетие на съществуване.
- 23 септември – Експедицията на Луис и Кларк достига Сейнт Луис, Мисури.

## Родени
- 21 март – Бенито Хуарес, мексикански политик († 1872 г.)
- 9 април – Изъмбард Кингдъм Брунел, британски инженер († 1859 г.)
- 20 май – Джон Стюарт Мил, английски философ и икономист († 1873 г.)
- 12 юни – Джон Огъстъс Рьоблинг, американски инженер († 1869 г.)
- 23 юли – Феликс Арвер, френски поет († 1850 г.)
- 28 юли – Александър Иванов, руски художник († 1858 г.)
- 11 октомври – Александър Караджорджевич, княз на Сърбия 1842 – 1858, († 1885 г.)
- 25 октомври – Макс Щирнер, немски философ († 1856 г.)

## Починали
- 23 януари – Уилям Пит-младши, английски политик (р. 1759 г.)
- 4 април – Карло Гоци, италиански драматург (р. 1720 г.)
- 22 април – Пиер-Шарл Вилньов, френски адмирал (р. 1763 г.)
- 22 август – Жан-Оноре Фрагонар, френски художник (р. 1732 г.)
- 23 август – Шарл дьо Кулон, френски физик (р. 1736 г.)